# Vorführeffekt
Der Vorführeffekt bezeichnet einen angenommenen Effekt, bei dem bei der Vorführung oder Demonstration einer Handlung genau das nicht eintritt, was man eigentlich zeigen will.

## Beispiele
- Ein Trick, der oftmals erfolgreich geprobt wurde, läuft vor Publikum plötzlich schief. In diesem Fall wird der Misserfolg meist mit der Nervosität, die von der Anwesenheit des Publikums hervorgerufen wird, erklärt.[2]
- In der Technik erleichtert die Reproduzierbarkeit von Fehlern die Behebung. Als Vorführeffekt wird bezeichnet, wenn ein Fehler bei der Nutzung eines Gerätes oder einer Software durch einen durchschnittlich erfahrenen Benutzer häufig eintritt, jedoch bei Anwesenheit eines Experten ausbleibt, beispielsweise in der Autowerkstatt oder bei Computerproblemen.[3][4]